# Ryska namn
Ryska namn består alla av tre officiella delar: ett förnamn, fadersnamn och efternamn. Förnamnet (ryska: имя; imja), fadersnamnet ryska: отчество; ottjestvo) och efternamnet (ryska: фамилия; familija). Fadersnamnet konstrueras genom att suffixet -ovitj för män eller -ovna för kvinnor tillfogas respektive fars förnamn. Om faderns namn slutar med mjukt -j blir ändelserna istället -evitj och -evna; och på slutet av kvinnliga efternamn tillfogas vanligen -a/aja.
Därtill kommer det mycket utbredda bruket av diminutiver för förnamnen, som Natasja för Natalija, Nata för Natalia, Tata för Tatiana, Anja för Anna, Petja för Pjotr och Dima för Dmitrij. Varje ryskt förnamn har sitt eget smeknamn, samt tiotals diminutiver av samma smeknamn. Ryska vänner kallar så gott som aldrig varandra vid något annat än smeknamn.
Den ryska vanan är att nia alla vuxna personer över sexton, duar gör man bara sina goda vänner. Det är artigt att kalla vandra vid namn, med förnamnet och fadersnamnet. Som när man har en formell relation, först när man har en informell och vänskaplig relation säger man smeknamnet. Man kan nia personer som man känner väl, men som är betydligt äldre än en själv.
Ryska översatta namn stavas på olika sätt, beroende på vilket annat språk de är transkriberade till.

## Exempel
Exempel på fullständiga ryska namn ur Fjodor Dostojevskijs roman Brott och straff (1866): 
- Sofja Semjonovna Marmeladova (ryska: Софья Семёновна Мармеладова)
- Rodion Romanovitj Raskolnikov (ryska: Родион Романович Раскольников)